# Bale (góry)

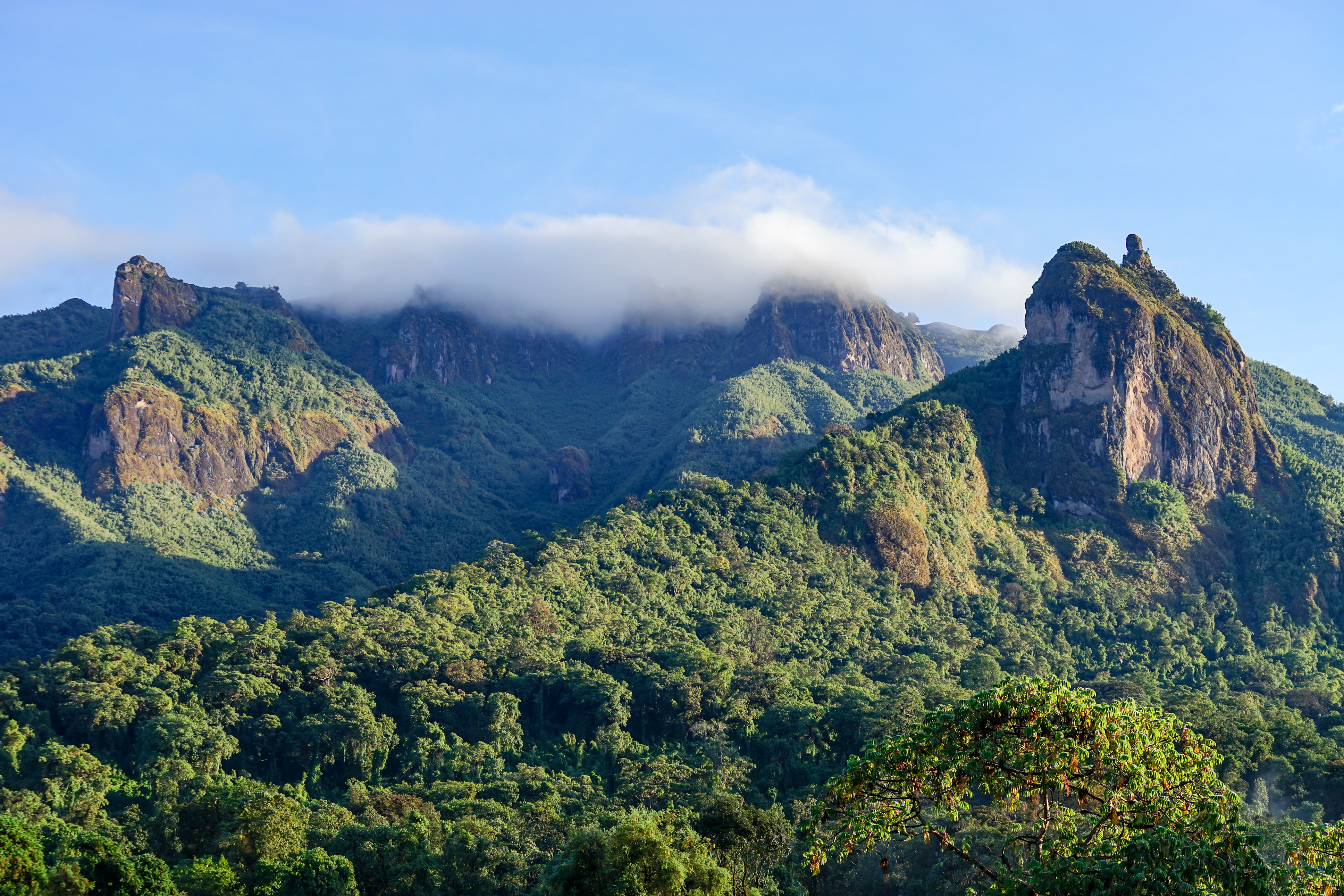

Bale (znane również jako Góry Urgoma) – pasmo górskie w regionie Oromia, w południowo–wschodniej Etiopii, na południe od rzeki Auasz. Jest częścią Wyżyny Abisyńskiej i obejmuje takie szczyty jak Tulu Demtu Terara (4377 m n.p.m.) i Batu (4307 m n.p.m.).
Obszar gór Bale o powierzchni 2200 km² jest chroniony jako Park Narodowy Bale. Masyw jest domem dla najdłuższego systemu jaskiń w Etiopii – Jaskini Sof Omar.
W 2019 roku masyw stał się miejscem ważnych odkryć archeologicznych, mnóstwa artefaktów – wśród nich były kamienne narzędzia, fragmenty gliny, spalone kości zwierzęce i szklany koralik. Oznacza to, że na wysokości prawie 3500 metrów góry zostały na stałe zasiedlone przez myśliwych z epoki kamienia. Według badania opublikowanego w czasopiśmie Science miejsce to jest najstarszym znanym prehistorycznym mieszkaniem na dużych wysokościach. 

## Galeria

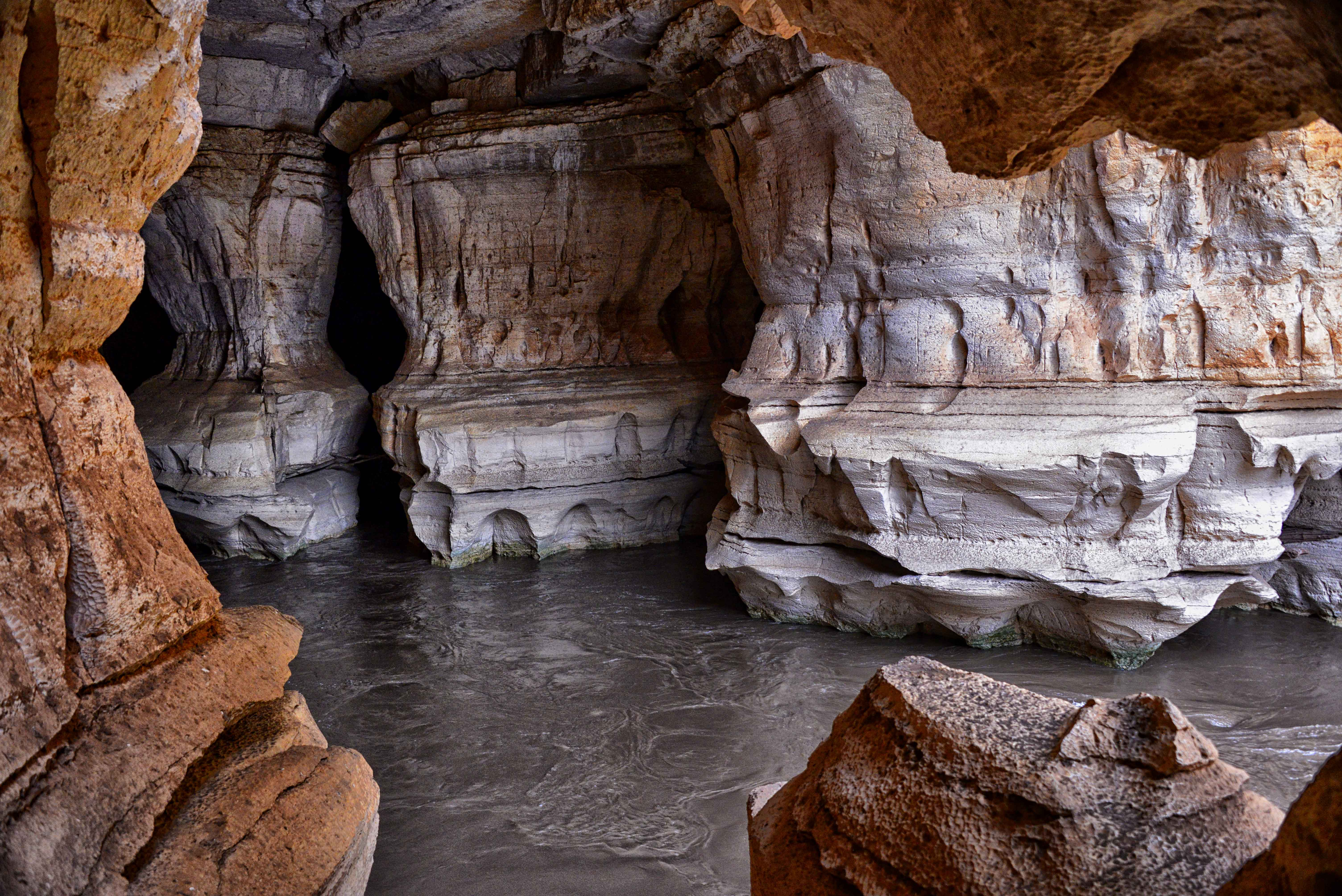
Jaskinia Sof Omar
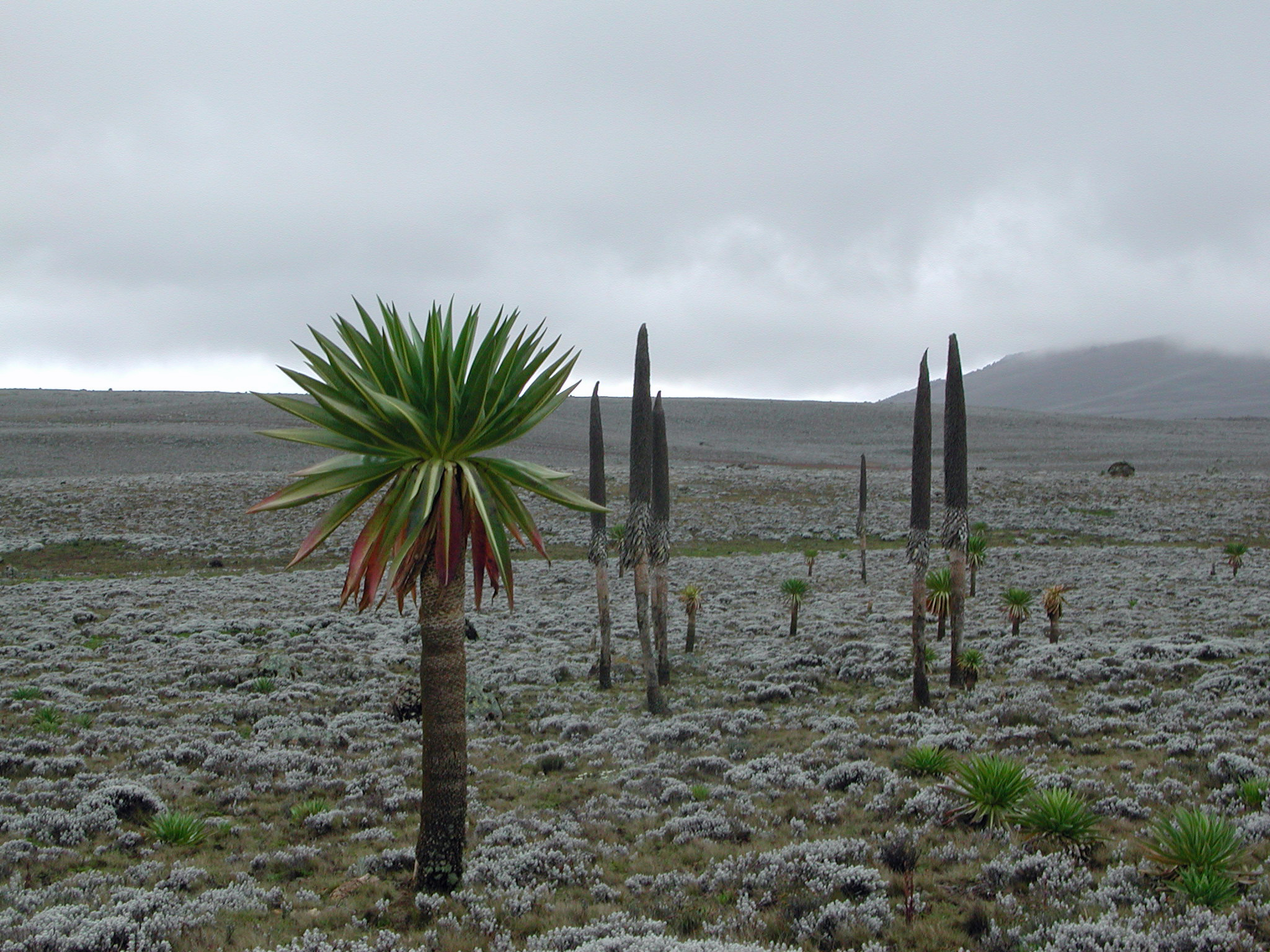
Lobelia olbrzymia
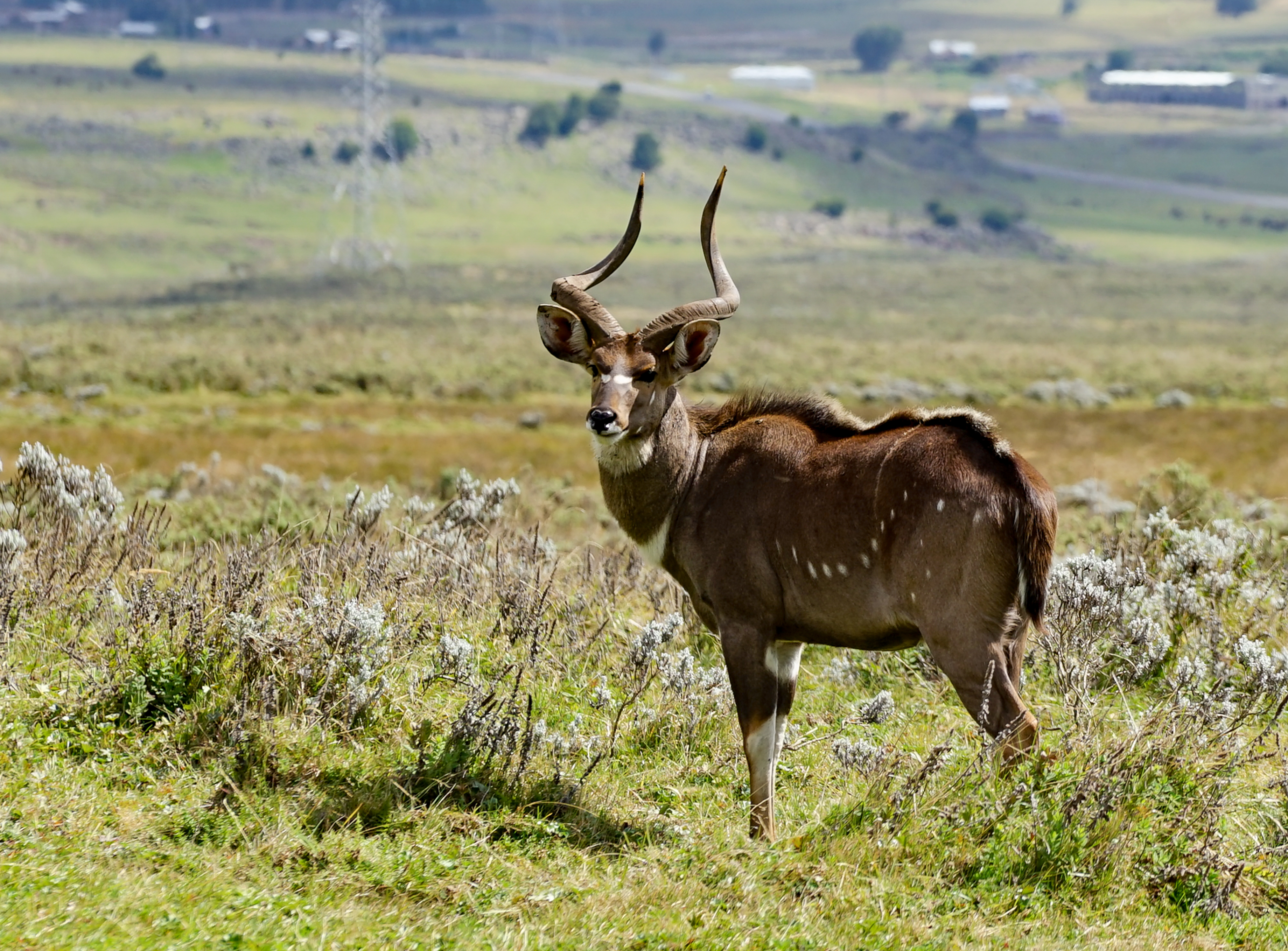